# 1 Pułk Artylerii Przeciwlotniczej im. Marszałka Edwarda Rydza-Śmigłego

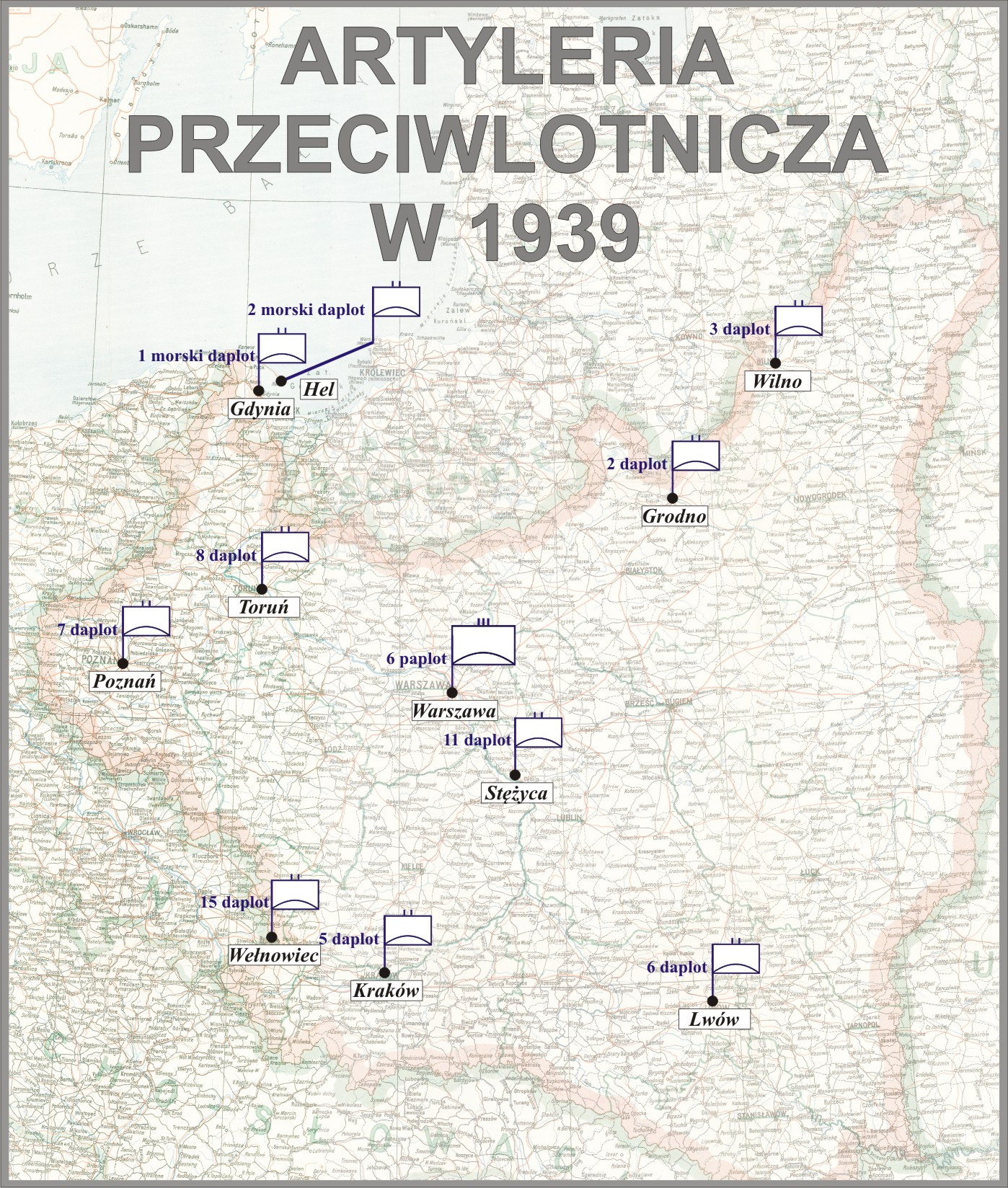
Artyleria przeciwlotnicza WP przed wybuchem II wś

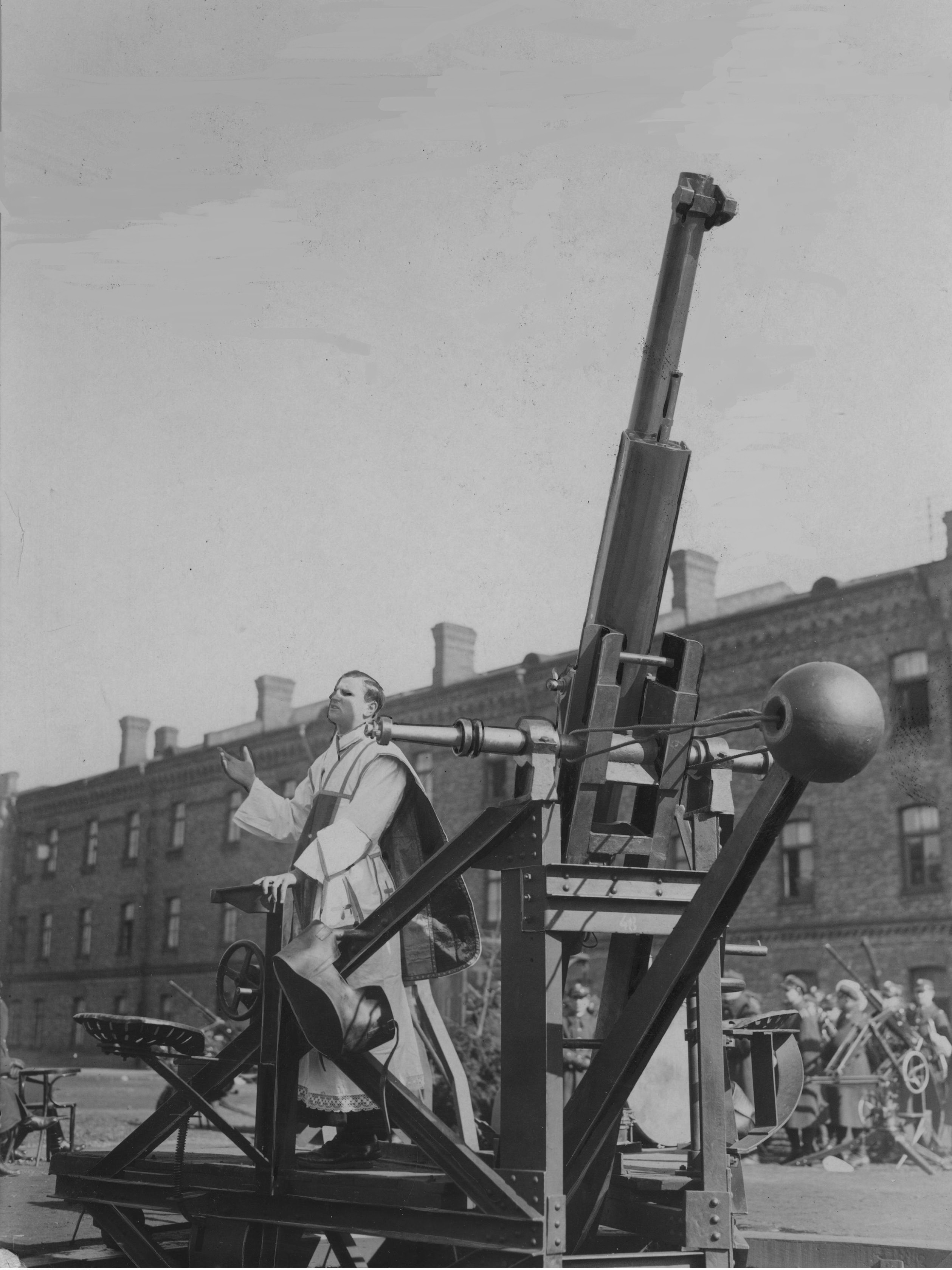
Święto 1 paplot - kazanie ks. Jana Morawińskiego podczas mszy na lotnisku w Warszawie. Widoczna armata francuska 75 mm wz.97/25; marzec 1931

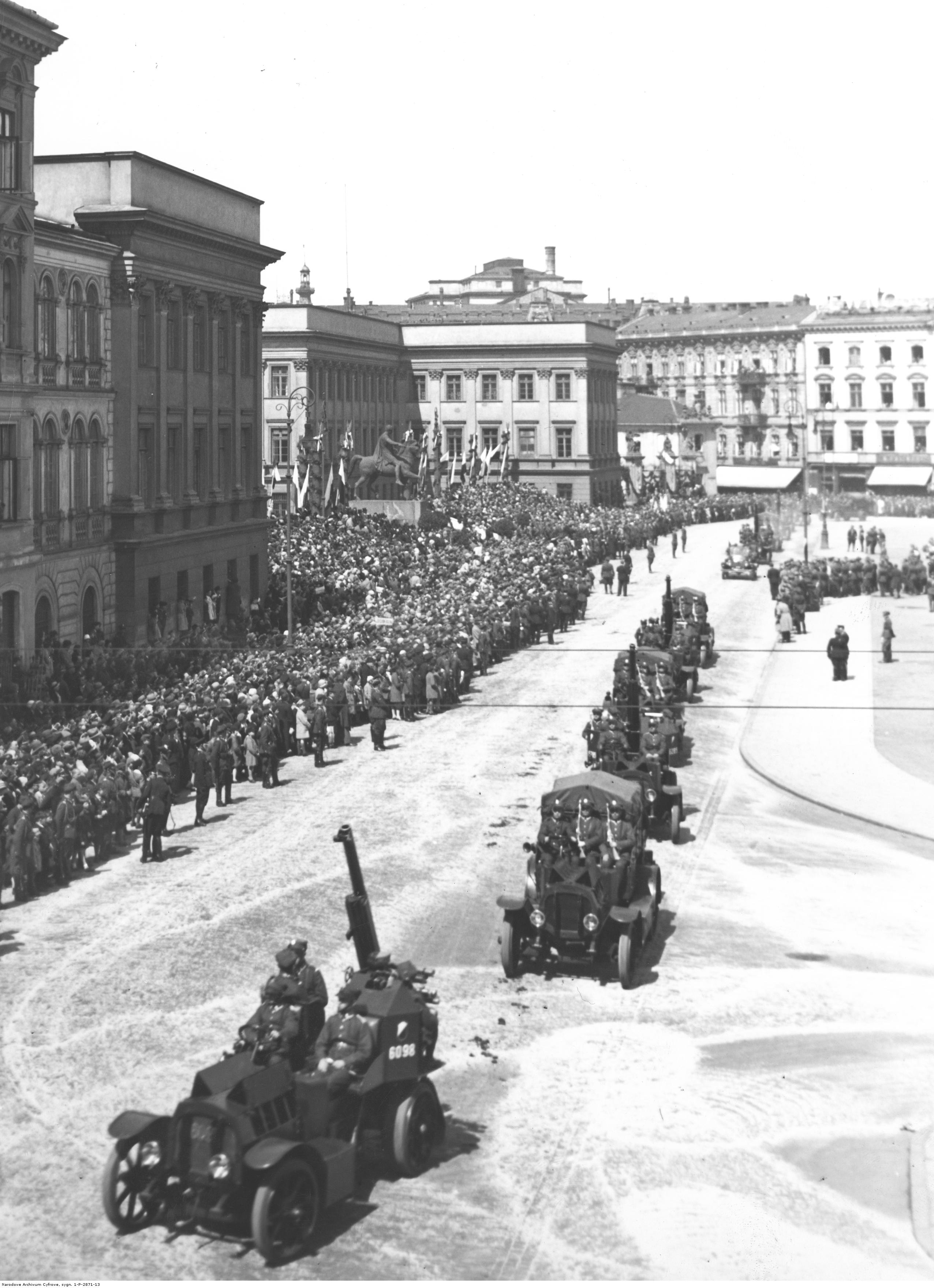
Uroczystości święta 3 Maja w Warszawie w 1933 r. 1 paplot wyposażony w samochody De Dion-Bouton przejeżdża przed Pałacem Saskim

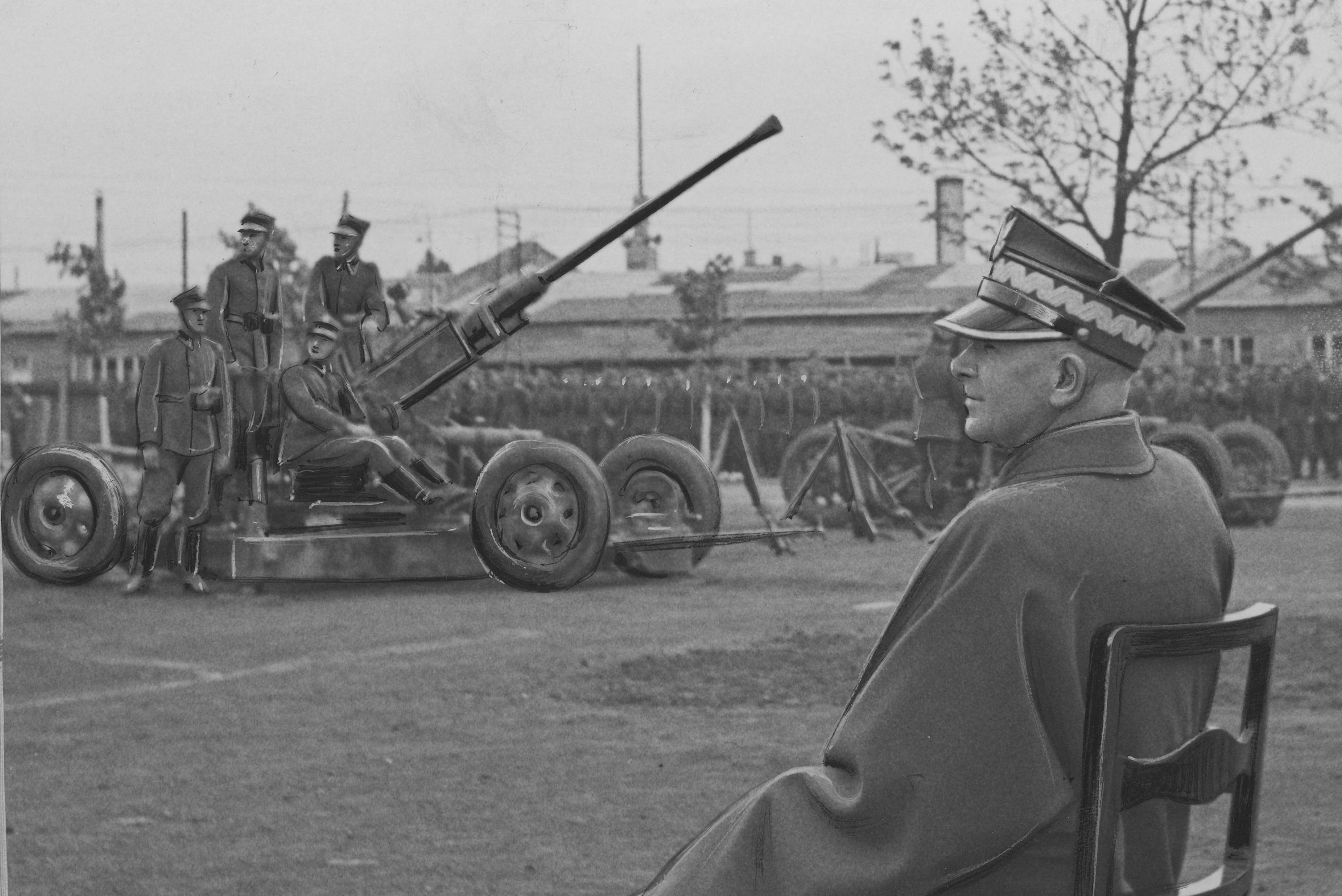
Przekazanie 1 paplot armat przeciwlotniczych Bofors wz. 36 ufundowanych przez prawników polskich. Na pierwszym planie marszałek Edward Rydz-Śmigły; maj 1938

1 Pułk Artylerii Przeciwlotniczej im. Marszałka Edwarda Rydza-Śmigłego (1 paplot) – oddział artylerii przeciwlotniczej Wojska Polskiego II RP, stacjonujący w garnizonie Warszawa. W 1938 oddano do użytku pułku nowe koszary na terenie Boernerowa. Stacjonował tu I i IV dywizjon oraz tymczasowo przydzielona 17 kompania reflektorów. Obecnie na tym terenie mieści się Wojskowa Akademia Techniczna, a większość budynków koszar 1 paplot została zaadaptowana do jej potrzeb.

## Geneza
Zalążkiem pułku był Dywizjon Szkolny Artylerii Zenitowej (dowódca ppłk Leopold Połoszynowicz), utworzony rozkazem Ministra Spraw Wojskowych L. 5764/Org. z 29 lipca 1920, w skład którego wchodziły:
- bateria zenitowa automobilowa (2 armaty przeciwlotnicze kalibru 75 mm wz. 14 na podwoziu „De Dion-Bouton”),
- bateria zenitowa z przyczepkami automobilowymi (2 armaty przeciwlotnicze przyczepkowe kalibru 75 mm wz. 97/17),
- bateria zenitowa półstała (4 półstałe armaty przeciwlotnicze kalibru 75 mm wz. 97 na pomostach),
- oddział motorowy reflektorów (4 samochody specjalne reflektorowo-generatorowe).

W sierpniu 1920 roku, w czasie wojny z bolszewikami, dywizjon wziął udział w obronie przeciwlotniczej Warszawy, a następnie bateria zenitowa automobilowa por. Andrzeja Miziewicza uczestniczyła w dalszych działaniach bojowych pod Sokółką, Kuźnicą Białostocką, Grodnem, Dubrowlanami, po czym kwaterowała w okolicach Lidy. 26 października powróciła do Warszawy bez strat.
W związku z demobilizacją armii Dywizjon Szkolny Artylerii Przeciwlotniczej rozkazem L. 21713/Art. z 14 maja 1921 roku został przemianowany na baterię zapasową artylerii zenitowej – bez zmiany dotychczasowego składu pododdziałów. Na podstawie rozkazu tajnego nr 20 Dowódcy Okręgu Generalnego nr 1 z 15 marca 1922 roku bateria została przemianowana na dywizjon artylerii zenitowej w składzie:
- 1 bateria samochodowych armat przeciwlotniczych kalibru 75 mm wz. 14 (francuskich),
- 2 bateria przyczepkowych armat przeciwlotniczych kalibru 75 mm wz. 97/17 (francuskich),
- 3 bateria przyczepkowych armat przeciwlotniczych kalibru 88 mm wz. 16 (niemieckich),
- kompania reflektorów przeciwlotniczych.

## Formowanie
Pułk został sformowany z dniem 8 czerwca 1924 roku na podstawie rozkazu wykonawczego Ministra Spraw Wojskowych L.dz. 470/Art. Org.-Mob. z 10 maja 1924 roku. Dowódca pułku, jego zastępca oraz kwatermistrz i dowódca I dywizjonu zostali wyznaczeni na stanowiska z dniem 1 czerwca 1924 roku. Bazą dla nowego oddziału był dywizjon artylerii zenitowej. Organizacja pokojowa i obsada personalna pułku w pierwszym roku funkcjonowania przedstawiała następująco:
dowództwo
- dowódca pułku - ppłk dr Eugeniusz Baranowicz
- zastępca dowódcy pułku - ppłk Ksawery Werenik
- kwatermistrz - mjr Stanisław Czerepiński
- drużyna dowódcy pułku (dowódca por. Napoleon Herdan)
- pluton łączności (dowódca por. Tadeusz Bełżecki);
- kompania karabinów maszynowych (dowódca por. Kazimierz Mroziński)
- pluton reflektorów przeciwlotniczych (dowódca por. Ignacy Harski)
- pluton podsłuchowy (dowódca por. Edmund Stolarczyk)

I dywizjon
- dowódca dywizjonu - mjr Stanisław Abgarowicz
- dowódca 1 baterii - kpt. Paweł Herburt (2 francuskie samochodowe armaty przeciwlotnicze kalibru 75 mm wz. 14)
- dowódca 2 baterii - kpt. Stanisław Krzywobłocki (2 francuskie przyczepkowe armaty przeciwlotnicze kalibru 75 mm wz. 97/17)
- dowódca 3 baterii - kpt. Leon Podstawski (2 niemieckie przyczepkowe armaty przeciwlotnicze kalibru 88 mm wz. 16)

II dywizjon
- dowódca dywizjonu - mjr Stefan Drapiński[4]
- dowódca 4 baterii - kpt. Jerzy Kołodkiewicz (2 rosyjskie półstałe armaty przeciwlotnicze kalibru 76,2 mm wz. 02 na pomostach)
- dowódca 5 baterii - por. Henryk Dulęba (2 francuskie półstałe armaty przeciwlotnicze kalibru 75 mm wz. 97 na pomostach)
- dowódca 6 baterii - por. Stefan Szymański (2 francuskie półstałe armaty przeciwlotnicze kalibru 75 mm wz. 97 na pomostach)

W 1926 roku powiększono pułk o trzeci dywizjon artylerii przeciwlotniczej oraz zgrupowano pododdziały specjalistyczne w dywizjonie technicznym. W 1932 roku rozformowano dywizjon techniczny, a w 1938 roku powiększono pułk o czwarty dywizjon artylerii przeciwlotniczej.

## Mobilizacja w 1939 roku
Pułk był jednostką mobilizującą. Po zakończeniu mobilizacji ulegał rozformowaniu. Zgodnie z planem mobilizacyjnym „W” dowódca pułku był odpowiedzialny za przygotowanie i przeprowadzenie mobilizacji jednostek wpisanych na tabelę mob.:
- dowództwo 1 dywizjonu samochodowego artylerii przeciwlotniczej (dowódca mjr Alfons Fengler) – do OPL Katowic,
  - 1 bateria samochodowa 1 dyonu samochodowego artylerii plot.,
  - 2 bateria samochodowa 1 dyonu samochodowego artylerii plot.,
  - 3 bateria samochodowa 1 dyonu samochodowego artylerii plot.,
- dowództwo 11 dywizjonu motorowego artylerii przeciwlotniczej (dowódca mjr Olgierd Eminowicz) – do OPL Warszawy,
  - 1 bateria motorowa 11 dyonu motorowej artylerii plot.,
  - 2 bateria motorowa 11 dyonu motorowej artylerii plot.,
  - 3 bateria motorowa 11 dyonu motorowej artylerii plot.,
  - kolumna amunicyjna 11 dyonu motorowego artylerii plot.,
- dowództwo dywizjonu półstałego artylerii przeciwlotniczej nr 101 (dowódca mjr Michał Chroł-Frołowicz) – do OPL Warszawy,
  - bateria półstała artylerii przeciwlotniczej 75 mm typ I nr 101 (dowódca por. Wincenty Dąbrowski) – do OPL Warszawy,
  - bateria półstała artylerii przeciwlotniczej 75 mm typ I nr 102 (dowódca por. Władysław Szpiganowicz) – do OPL Warszawy,
  - bateria półstała artylerii przeciwlotniczej 75 mm typ I nr 103 (dowódca ppor. Wiesław Kędzierski) – do OPL Warszawy,
- dowództwo dywizjonu półstałego artylerii przeciwlotniczej nr 102 (dowódca mjr Roman Niemczyński) – do OPL Warszawy,
  - bateria półstała artylerii przeciwlotniczej 75 mm typ II nr 104
  - bateria półstała artylerii przeciwlotniczej 75 mm typ II nr 105
  - bateria półstała artylerii przeciwlotniczej 75 mm typ II nr 106
- dowództwo dywizjonu półstałego artylerii przeciwlotniczej nr 103 (dowódca mjr Mieczysław Zylber) – do OPL Warszawy,
  - bateria półstała artylerii przeciwlotniczej 75 mm typ II nr 107
  - bateria półstała artylerii przeciwlotniczej 75 mm typ II nr 108
  - bateria półstała artylerii przeciwlotniczej 75 mm typ II nr 109
  - bateria półstała artylerii przeciwlotniczej 75 mm typ II nr 110
- bateria półstała artylerii przeciwlotniczej 75 mm typ II nr 115
- bateria półstała artylerii przeciwlotniczej 75 mm typ II nr 116
- bateria półstała artylerii przeciwlotniczej 75 mm typ II nr 117
- bateria ciągnikowa artylerii przeciwlotniczej nr 1 – dowódca por. art. st. sp. Zygmunt Adessman (†1940 Charków) – do OPL Warszawy,
- bateria motorowa artylerii przeciwlotniczej 40 mm typ A nr 8 (dowódca kpt. Józef Płodowski) dla 8 DP, skierowana w czasie mobilizacji do OPL Modlina – do dywizji nie powróciła,
- bateria motorowa artylerii przeciwlotniczej 40 mm typ A nr 9 (dowódca por. Tadeusz Walużyniec) dla 9 DP,
- bateria motorowa artylerii przeciwlotniczej 40 mm typ A nr 18 (dowódca por. Wiktor Pławiński) dla 18 DP,
- bateria motorowa artylerii przeciwlotniczej 40 mm typ A nr 26 (dowódca kpt. Zbigniew Luer) dla 26 DP,
- bateria motorowa artylerii przeciwlotniczej 40 mm typ A nr 28 (dowódca por. Marian Ostaszewski) dla 28 DP,
- bateria motorowa artylerii przeciwlotniczej 40 mm typ B nr 81 (dowódca ppor. Stefan Pawłowski) dla Mazowieckiej BK, skierowana do 20 DP, do brygady nie powróciła,
- pluton półstały artylerii przeciwlotniczej 40 mm nr 101 (dowódca ppor. Witold Julian Brzeski) – do OPL Warszawy przekazany do OPL składów amunicji w Palmirach,
- pluton półstały artylerii przeciwlotniczej 40 mm nr 102 (dowódca ppor. Wiktor Stanisław Piasecki) – do OPL Warszawy, przekazany do OPL składów amunicji w Palmirach,
- pluton półstały artylerii przeciwlotniczej 40 mm nr 103 (dowódca kpt. Stanisław Lewandowski) – do OPL Warszawy, przekazany do OPL mostu w Brzuminie,
- pluton półstały artylerii przeciwlotniczej 40 mm nr 104 (dowódca ogn. pchor. Zdzisław Symonowicz) – do OPL Warszawy, przekazany do OPL Zakładów „Pocisk” w Rembertowie,
- pluton półstały artylerii przeciwlotniczej 40 mm nr 105 (dowódca kpt. Zygmunt Jezierski) – do OPL Warszawy,
- pluton półstały artylerii przeciwlotniczej 40 mm nr 106 (dowódca ppor. Zbigniew Kazimierz Zając) – do OPL Warszawy,
- pluton półstały artylerii przeciwlotniczej 40 mm nr 107 (dowódca ogn. pchor. Mikołaj Dunin-Marcinkiewicz) – do OPL Warszawy,
- pluton półstały artylerii przeciwlotniczej 40 mm nr 108 (dowódca ogn. pchor. Stanisław Dmuchowski) – do OPL Warszawy,
- pluton półstały artylerii przeciwlotniczej 40 mm nr 109 (dowódca ppor. Henryk Piasecki) – do OPL Warszawy,
- Ośrodek Zapasowy Artylerii Przeciwlotniczej nr 1 (dowódca mjr Wiesław Sokołowski)[5].

Ponadto na podstawie zarządzenia dowódcy OPL MSWojsk. z 29 sierpnia 1939 w oparciu o nadwyżki pułku sformowano pluton półstały artylerii przeciwlotniczej 40 mm nr 110 (dowódca ppor. Antoni Krzemiński) – do OPL Warszawy, przekazany do OPL węzła kolejowego w Łowiczu.

## Kadra pułku
Dowódcy pułku
- ppłk art. dr Eugeniusz Leopold Baranowicz (1 VI 1924 – 18 IX 1926 → dyspozycja szefa Sam. Wydziału Art. MSWojsk[7].)
- płk art. Włodzimierz Westermark (19 IX 1926[7] – 12 I 1930)
- ppłk art. Józef Tadeusz Bizoń (13 I 1930 – 27 V 1932)
- ppłk Feliks Kamiński (28 V 1932 – 14 VIII 1933)
- ppłk Franciszek Ksawery Mołodyński (p.o. 15 VIII 1933 – 26 IV 1935)
- ppłk/płk Feliks Kamiński (27 IV 1935 – 31 III 1936)
- ppłk Franciszek Ksawery Mołodyński (p.o. 1 – 28 IV 1936)
- ppłk / płk art. Kazimierz II Baran (29 IV 1936 – 26 VIII 1939)
- ppłk Ireneusz Kobielski (wyznaczony 26 VIII 1939, lecz funkcji nie objął)

Zastępcy dowódcy pułku (od 1928 roku – I zastępca dowódcy)
- ppłk art. Ksawery Werenik[a] (1 VI 1924 – † 12 IX 1927[8])
- mjr / ppłk art. Józef Tadeusz Bizoń (31 X 1927[9] – I 1930 → dowódca pułku[10])
- ppłk art. Franciszek Jórasz (1939)

Kwatermistrzowie
- mjr art. Stanisław Czerepiński (1 VI 1924 – I 1926 → dowódca I dyonu[11])
- mjr art. Gustaw Aureliusz Deizenberg (I 1926[11] – X 1927 → praktyka poborowa w PKU Warszawa Powiat[12])
- mjr art. Eugeniusz Królikowski (VI 1933[13] – VI 1934 → dowódca 5 daplot[14])
- mjr art. Wiesław Sokołowski (VI 1934[15] – 1939)

| Obsada personalna i struktura pułku w marcu 1939 roku: |                                                         |
| Stanowisko                                             | Stopień, imię i nazwisko                                |
| Dowództwo                                              |                                                         |
| dowódca pułku                                          | płk art. Kazimierz II Baran                             |
| zastępca dowódcy pułku                                 | ppłk art. Franciszek Jórasz                             |
| adiutant                                               | kpt. art. Stanisław Głażewski                           |
| naczelny lekarz medycyny                               | mjr lek. dr Jan Żyźniewski                              |
| oficer wyszkolenia technicznego                        | wakat                                                   |
| oficer zwiadowczy                                      | kpt. art. Tadeusz Dunicz                                |
| kwatermistrz                                           | mjr art. Wiesław Sokołowski †1940 Charków               |
| oficer mobilizacyjny                                   | kpt. art. Kazimierz II Kozłowski †1940 Charków          |
| zastępca oficera mobilizacyjnego                       | por. Józef Kazimierz Błocki †1940 Charków               |
| oficer administracyjno-materiałowy                     | kpt. art. Leon Grzybowski                               |
| zastępca oficera administracyjno-materiałowego         | chor. Józef Kaznowski                                   |
| oficer gospodarczy                                     | kpt. int. Franciszek Trzepałko †1940 Charków            |
| oficer żywnościowy                                     | chor. Józef Szymański                                   |
| na kursie                                              | kpt. art. Antoni Czołowski †1940 Katyń                  |
| odkomenderowany                                        | kpt. art. Stanisław II Lewandowski                      |
| bateria łączności                                      |                                                         |
| dowódca baterii                                        | kpt. art. Konstanty Adamski                             |
| dowódca plutonu                                        | por. art. Tadeusz Wacław Grzejszczak                    |
| dowódca plutonu                                        | por. art. Tadeusz Kwieciński                            |
| dowódca plutonu                                        | por. art. Marian Jan Ostaszewski                        |
| bateria szkolna kierowców                              |                                                         |
| dowódca baterii                                        | kpt. art. Stanisław Paszkiewicz                         |
| instruktor                                             | por. art. Tadeusz Jan Walużyniec                        |
| I dywizjon                                             |                                                         |
| dowódca I dywizjonu                                    | mjr dypl. art. Cezary Niewęgłowski                      |
| oficer zwiadowczy I dywizjonu                          | wakat                                                   |
| dowódca 1 baterii                                      | por. art. Władysław Szpiganowicz                        |
| dowódca plutonu                                        | por. art. Wiktor Pławiński                              |
| dowódca 2 baterii                                      | kpt. art. Zbigniew Feliks Luer                          |
| dowódca plutonu                                        | ppor. art. Jerzy Dorengowski                            |
| dowódca plutonu                                        | ppor. art. Stefan Pawłowski                             |
| dowódca 3 baterii                                      | kpt. art. Józef Franciszek Płodowski                    |
| dowódca plutonu                                        | por. uzbr. inż. Jerzy Stawin †1940 Katyń                |
| dowódca plutonu                                        | por. art. Jerzy Piotr Krukowski                         |
| II dywizjon                                            |                                                         |
| dowódca II dywizjonu                                   | mjr art. Michał Chroł-Frołowicz                         |
| oficer zwiadowczy II dywizjonu                         | por. art. Wacław Kamiński †1940 Charków                 |
| p.o. dowódcy 4 baterii                                 | ppor. art. Jerzy Horbaczewski                           |
| dowódca 5 baterii                                      | kpt. art. Czesław Marian Gierałtowski                   |
| dowódca plutonu                                        | por. art. Leon Światopełk-Mirski                        |
| dowódca plutonu                                        | ppor. art. Władysław Pabich                             |
| p.o. dowódcy 6 baterii                                 | por. Jerzy Mazurkiewicz                                 |
| dowódca plutonu                                        | ppor. art. Józef Bolesław Kordziński                    |
| III dywizjon                                           |                                                         |
| dowódca III dywizjonu                                  | mjr art. Alfons Roman Fengler                           |
| oficer zwiadowczy III dywizjonu                        | wakat                                                   |
| dowódca 7 baterii                                      | por. art. Wincenty Dąbrowski                            |
| dowódca plutonu                                        | ppor. art. Zdzisław Janusz Krzemiński                   |
| p.o. dowódcy 8 baterii                                 | por. Kazimierz Korneliusz Kasperkiewicz †1940 Charków   |
| dowódca plutonu                                        | ppor. art. Marian Pęski †1940 Charków                   |
| dowódca 9 baterii                                      | por. art. Jerzy Kuszewicz                               |
| dowódca plutonu                                        | ppor. art. Jan Kryspin Kubski †1940 Charków             |
| IV dywizjon                                            |                                                         |
| dowódca IV dywizjonu                                   | mjr art. Aleksander Roman Boroński                      |
| oficer zwiadowczy IV dywizjonu                         | wakat                                                   |
| dowódca 10 baterii                                     | por. art. Józef Maliszewski                             |
| dowódca plutonu                                        | ppor. art. Antoni Chmielowski                           |
| dowódca plutonu                                        | ppor. art. Wiesław Jan Kędzierski                       |
| dowódca 11 baterii                                     | kpt. art. Władysław Jan Gil                             |
| dowódca plutonu                                        | ppor. art. Teodor Kujawa                                |
| dowódca plutonu                                        | ppor. art. Zbigniew Kazimierz Zając                     |
| dowódca 12 baterii                                     | kpt. art. Stanisław Władysław Soliwoda                  |
| dowódca plutonu                                        | ppor. art. Jan Kazimierz Krępa                          |
| dowódca plutonu                                        | ppor. art. Tadeusz Piotr Józef Milewski †1940 Katyń     |
| Park                                                   |                                                         |
| komendant parku                                        | kpt. art. Feliks Leon Cydzik †1940 Charków              |
| kierownik warsztatów                                   | kpt. adm. (art.) Tadeusz Antoni Daszewski †1940 Charków |
| zastępca kierownika warsztatów                         | chor. Antoni Weczera                                    |

| Żołnierze pułku – ofiary zbrodni katyńskiej |                      |                      |                                             |             |
| Nazwisko i imię                             | Stopień              | Zawód                | Miejsce pracy przed mobilizacją             | Zamordowany |
| Boenisch Hipolit                            | podporucznik rezerwy |                      |                                             | Katyń       |
| Dąbrowski Mieczysław                        | porucznik rezerwy    | inżynier leśnictwa   | Nadleśnictwo Supraśl                        | Katyń       |
| Dniestrzański Roman                         | porucznik rezerwy    | nauczyciel           | gimnazjum w Krakowie                        | Katyń       |
| Dwornicki Stanisław                         | podporucznik rezerwy |                      |                                             | Katyń       |
| Gawłowski Franciszek                        | porucznik rezerwy    | nauczyciel           | szkoła powszechna w Sosnowcu                | Katyń       |
| Kenig Józef Antoni                          | kapitan rezerwy      |                      |                                             | Katyń       |
| Kobza Kazimierz                             | porucznik rezerwy    |                      | PKP Warszawa Wschodnia                      | Katyń       |
| Krajewski Edmund                            | podporucznik rezerwy | księgowy             | D.H. Jentys i Syn Warszawa                  | Katyń       |
| Lippa Czesław                               | kapitan              | żołnierz zawodowy    |                                             | Katyń       |
| Łaszcz Jerzy                                | podporucznik rezerwy | technik              |                                             | Katyń       |
| Majewski Konstanty                          | podporucznik rezerwy | inżynier             |                                             | Katyń       |
| Metz Tadeusz                                | kapitan w st. sp.    |                      |                                             | Katyń       |
| Milewski Tadeusz                            | podporucznik         | żołnierz zawodowy    |                                             | Katyń       |
| Niemiec Michał                              | podporucznik rezerwy | urzędnik             |                                             | Katyń       |
| Olesiński Tadeusz                           | podporucznik rezerwy | inżynier mechanik    |                                             | Katyń       |
| Radziszewski Zbigniew                       | podporucznik rezerwy | prawnik              | Zarząd Miejski w Poznaniu                   | Katyń       |
| Rosenberg Józef                             | podporucznik rezerwy | prawnik              |                                             | Katyń       |
| Szymański Zygmunt                           | podporucznik rezerwy | inżynier             |                                             | Katyń       |
| Błocki Józef Kazimierz                      | porucznik            | żołnierz zawodowy    |                                             | Charków     |
| Cydzik Feliks Leon                          | kapitan              | żołnierz zawodowy    |                                             | Charków     |
| Daszewski Tadeusz                           | kapitan              | żołnierz zawodowy    |                                             | Charków     |
| Herdan Napoleon                             | porucznik rezerwy    | urzędnik             |                                             | Charków     |
| Karłowski Stanisław                         | podporucznik rezerwy | inżynier             | Oddz. Dróg i Mostów m. st. Warszawy         | Charków     |
| Kozłowski Kazimierz                         | kapitan              | żołnierz zawodowy    |                                             | Charków     |
| Kwieciński Bronisław                        | podporucznik rezerwy | inżynier mechanik    |                                             | Charków     |
| Łopiński Ryszard                            | podporucznik rezerwy |                      |                                             | Charków     |
| Machlejd Jerzy Artur                        | porucznik rezerwy    | prawnik, dr praw     | poseł na Sejm                               | Charków     |
| Machlejd Józef                              | porucznik rezerwy    | inżynier rolnik      | Zakłady Ogrodnicze C. Ulrich SA w Warszawie | Charków     |
| Michejda Tadeusz                            | podporucznik rezerwy |                      |                                             | Charków     |
| Nowosielski Ksawery                         | porucznik rezerwy    | inżynier elektryk    | Państwowe Zakłady Optyczne w Warszawie      | Charków     |
| Radłowski Ludomir                           | podporucznik rezerwy | prawnik, mgr         | Ministerstwo Skarbu                         | Charków     |
| Ropek Tadeusz                               | podporucznik lekarz  | żołnierz zawodowy    |                                             | Charków     |
| Sobolewski Stefan                           | porucznik rezerwy    | inżynier             | dyr. Drukarni Polskiej w Warszawie (e)      | Charków     |
| Śniadowski Walerian                         | porucznik rezerwy    | absolwent SGH        | wicedyr. Banku Polskiego w Kielcach         | Charków     |
| Trzepałko Franciszek                        | kapitan              | żołnierz zawodowy    |                                             | Charków     |
| Trzpil Józef                                | podporucznik rezerwy | dr nauk medycznych   |                                             | Charków     |
| Usakiewicz Jan                              | porucznik rezerwy    | inżynier chemik      | Kierownictwo Zaopatrzenia Uzbrojenia        | Charków     |
| Widelec Zygmunt                             | porucznik rezerwy    | inżynier budownictwa | pracował w Chorzowie                        | Charków     |
| Zakrzewski Jan                              | podporucznik rezerwy | inżynier mechanik    | Wytwórnia Płatowców nr 1                    | Charków     |

Biogramy zamordowanych znajdują się na stronie internetowej Muzeum Katyńskiego
Spośród 54 oficerów służby stałej, którzy w marcu 1939 pozostawali w ewidencji 1 paplot trzynastu (24%) zostało wiosną 1940 zamordowanych przez NKWD w Katyniu i Charkowie.

## Symbole pułku
Sztandar

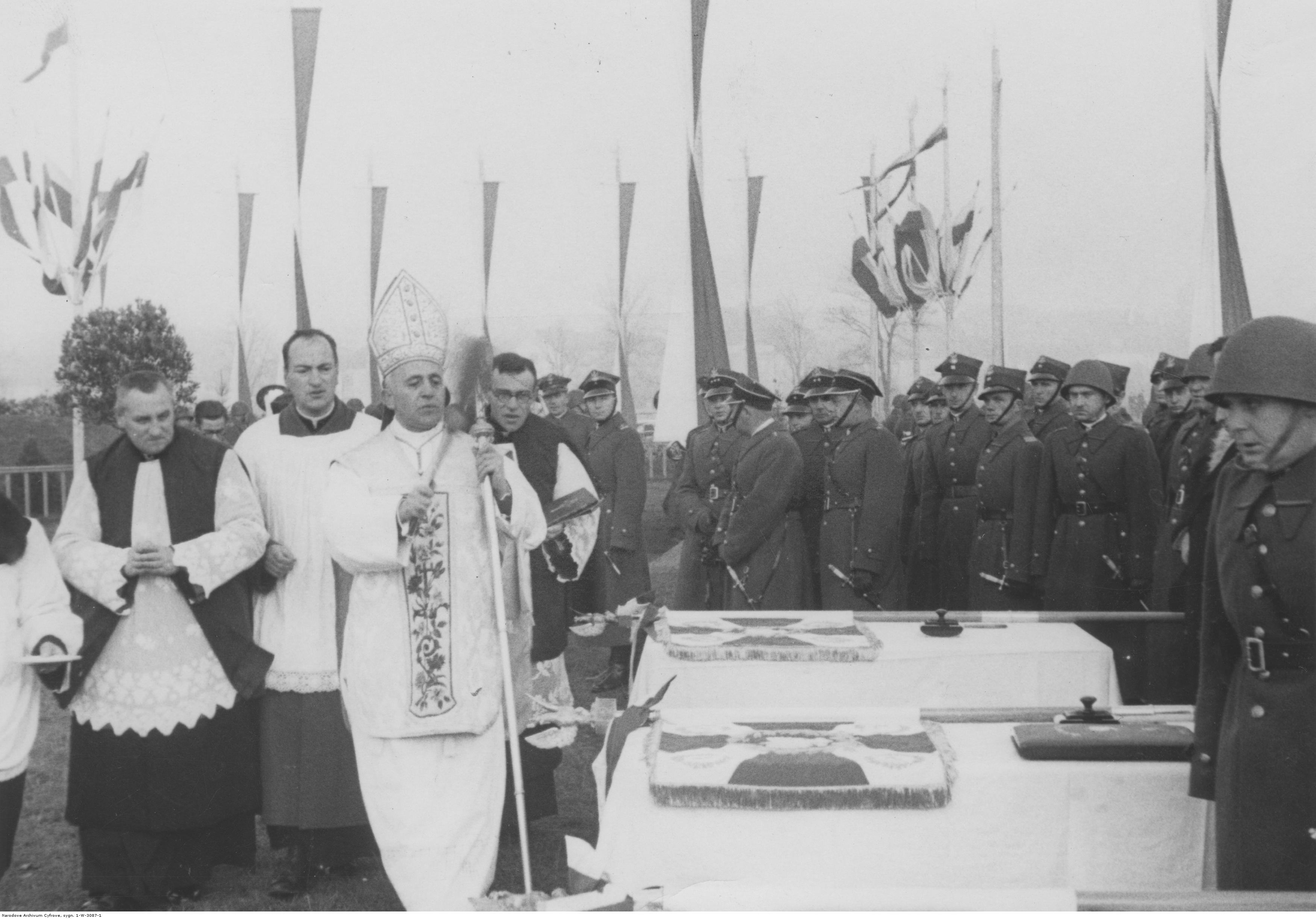
Uroczystość wręczenia sztandarów jednostkom artylerii plot - biskup polowy Józef Gawlina święci sztandary

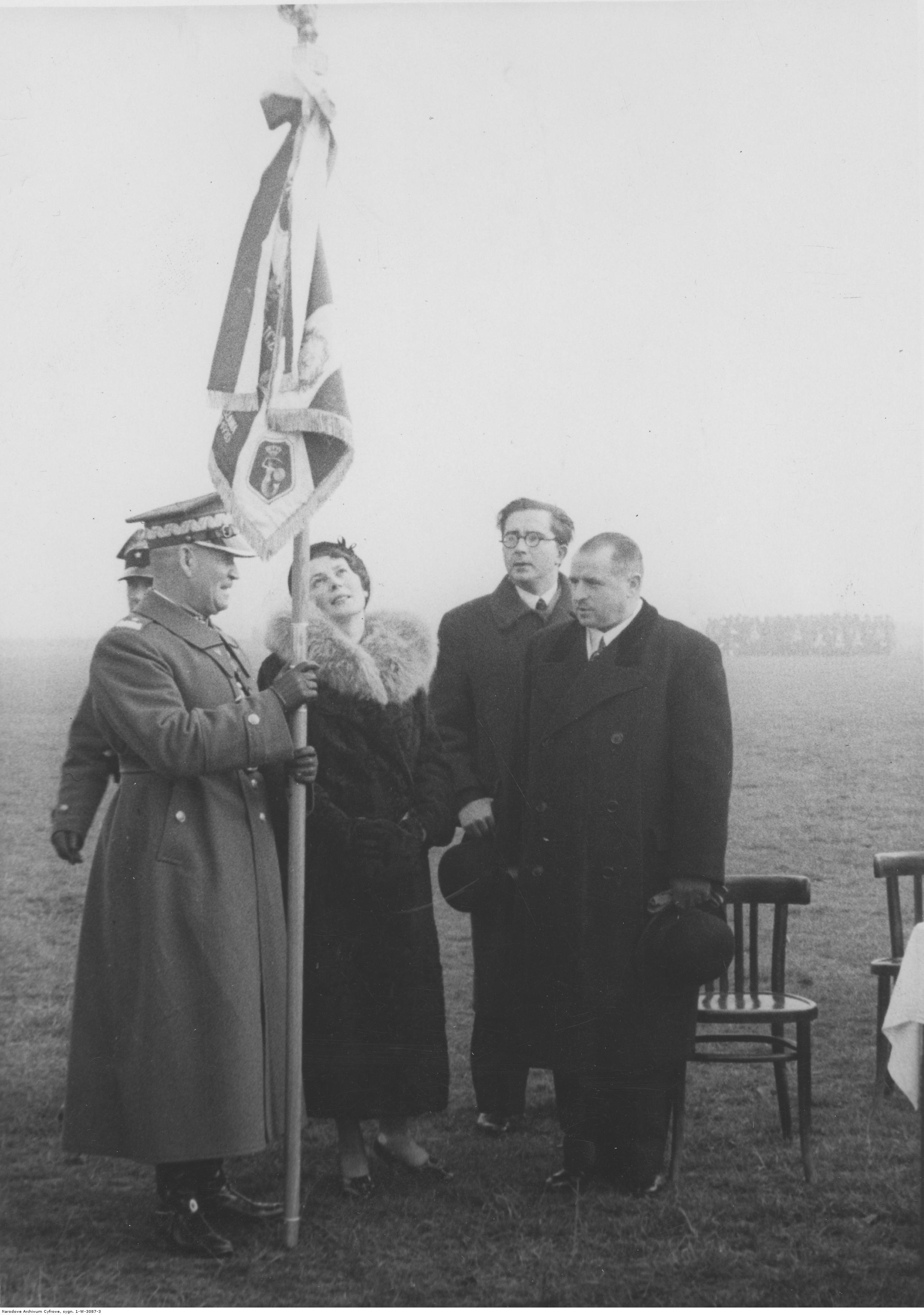
Uroczystość wręczenia sztandarów jednostkom artylerii plot. Sztandar 1 paplot trzyma gen. Józef Zając, z prawej prezydent Warszawy Stefan Starzyński

Nadanie sztandaru i zatwierdzenie jego wzoru ujęte zostało w Dodatku Tajnym nr 8 do Dziennika Rozkazów MSWojsk. z 22 czerwca 1938, nr 8, poz. 86. Sztandar, ufundowany przez społeczeństwo stolicy, wręczył pułkowi marszałek Edward Śmigły-Rydz 10 listopada 1938 podczas uroczystości wręczenia sztandarów oddziałom artylerii przeciwlotniczej na Polu Mokotowskim w Warszawie.
Opis sztandaru
Na prawej stronie płatu sztandaru umieszczono w rogach, zamiast numeru pułku, inicjały „Ś.R.”  według wzoru ustalonego w „Dzienniku Rozkazów Ministerstwa Spraw Wojskowych” nr 6 z 1937, poz. 77. Inicjały te umieszczono również na przedniej ścianie podstawy orła sztandarowego.

Na lewej stronie płatu sztandaru, na tarczach w poszczególnych rogach, znajdują się:
- w prawym górnym – wizerunek Matki Boskiej Częstochowskiej
- w prawym dolnym – godło miasta stołecznego Warszawy
- w lewym górnym – wizerunek św. Barbary - patronki artylerzystów
- w lewym dolnym – odznaka pamiątkowa 1 pułku artylerii przeciwlotniczej

Na ramionach Krzyża Kawalerskiego wyhaftowane są nazwy miejscowości upamiętniające szlak bojowy dywizjonu szkolnego artylerii zenitowej w wojnie polsko-bolszewickiej:
- na dolnym – „Warszawa 19 VII 1920”
- na prawym – „Grodno 23-25 IX 1920”
- na lewym – „Dubrowlany 29 IX 1920”

Przed wybuchem wojny sztandar przechowywany był w budynku dowództwa – róg ul. Puławskiej i Rakowieckiej. W okresie wojny zaginął. 7 maja 1970 nadeszła do redakcji „Żołnierza Wolności” paczka zawierająca dwa płaty sztandarów artylerii przeciwlotniczej wraz z grotami. Jednym z nich był sztandar 1 paplot. Do przesyłki dołączono artykuł Jana Buszko pt. „Symbole żołnierskiej chwały” opublikowany w „Żołnierzu Wolności” z 3 października 1969. Nadawca nie ujawnił się. Sztandar przekazano do zbiorów Muzeum Wojska Polskiego, gdzie jest eksponowany do dzisiaj.
Odznaka pamiątkowa
15 stycznia 1929 roku Minister Spraw Wojskowych, Marszałek Polski Józef Piłsudski zatwierdził wzór i regulamin odznaki pamiątkowej 1 paplot.
Odznaka o wymiarach 39x38 mm ma kształt krzyża maltańskiego o ramionach pokrytych ciemnozieloną i żółtą emalią. W środku krzyża, na okrągłej tarczy emaliowanej w kolorze błękitnym, nałożona jest złota odznaka pilota przeszyta z dołu do góry złotą błyskawicą. Na ramionach krzyża wpisano numer i inicjały „1 PA PL”. Odznaka oficerska, dwuczęściowa, wykonana w srebrze i emaliowana. Wykonawcami odznak byli Adam Nagalski i Wiktor Gontarczyk z Warszawy.
13 sierpnia 1932 roku Minister Spraw Wojskowych zatwierdził wzór i regulamin odznaki pamiątkowej artylerii przeciwlotniczej, wspólnej dla wszystkich jednostek tego rodzaju broni.